# Acacia goldmanii
Acacia goldmanii là một loài thực vật có hoa trong họ Đậu. Loài này được (Britton & Rose) Wiggins miêu tả khoa học đầu tiên.